# Pauline König

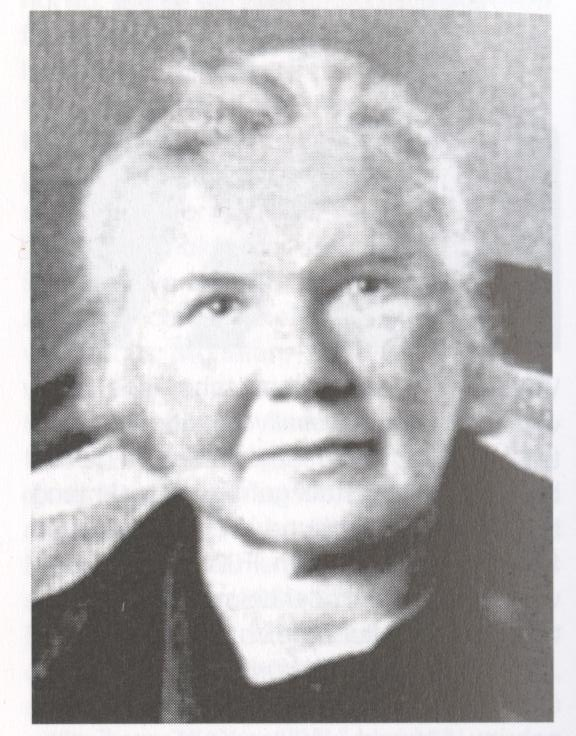
Pauline König

Pauline König (* 3. Mai 1868 in Wolfstein; † 13. September 1938 in Kaiserslautern) war eine pfälzische Heimatdichterin und Schriftstellerin. 

## Leben und Wirken
Pauline König war die jüngste Tochter des Wolfsteiner Färbermeisters Heinrich König und dessen Frau Juliana geborene Theobalt.
Schon im Alter von 5 Jahren verlor das Mädchen seine Mutter und wurde deshalb frühzeitig zur Mitarbeit im Haushalt herangezogen. Aus einem medizinisch unsachgemäß behandelten Sturz erwuchs eine körperliche Behinderung, weshalb Pauline König stets an Krücken gehen bzw. im Rollstuhl fahren musste. Sie konzentrierte sich daher in ihrer Freizeit auf geistige Betätigung, las viel und entdeckte die Liebe zu eigenen schriftstellerischen Arbeiten.
Im Alter von 13 Jahren sandte sie eine Weihnachtsgeschichte an die Schülerzeitschrift des Bayerischen Lehrervereins Jugendlust, die man dort abdruckte. Von da an schrieb die Pfälzerin regelmäßig Kindergeschichten und Erzählungen, welche sie an verschiedene Verlage verkaufte. Der Verein zur Verbreitung guter volkstümlicher Schriften in Berlin prämierte eine Erzählung mit dem ersten Preis. Pauline König verfasste überwiegend Erzählungen aus der Westpfalz sowie volkstümliche Geschichten mit sittlich-religiösem Grundmuster.

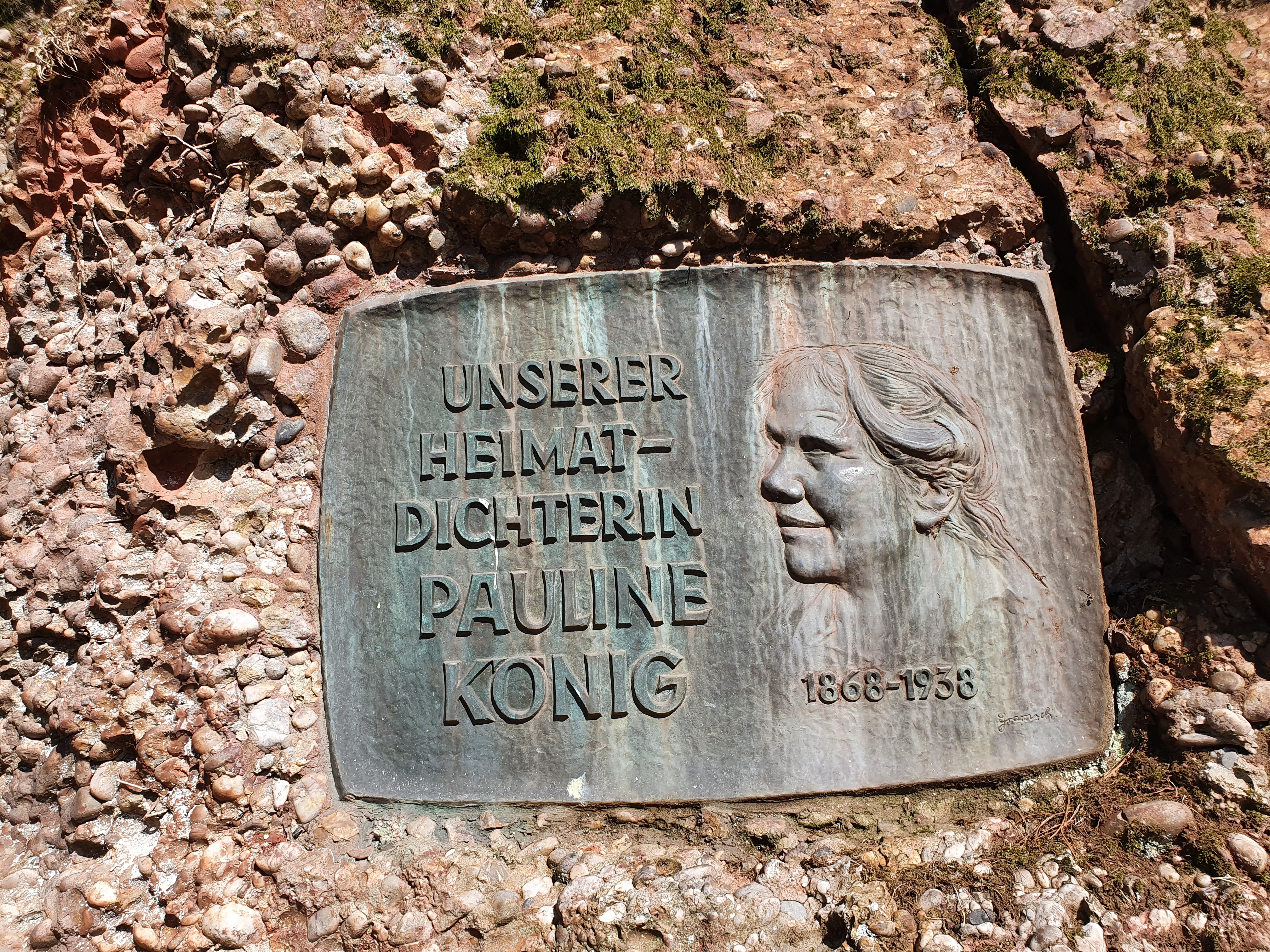
Gedenkstein in Wolfstein

Sie verstarb 1938 in Kaiserslautern und wurde auf dem Friedhof in Wolfstein beigesetzt.

## Ehrungen
- Ehrenbürgerin ihres Heimatortes Wolfstein
- Gedenkstein in Wolfstein

## Werke (Auswahl)

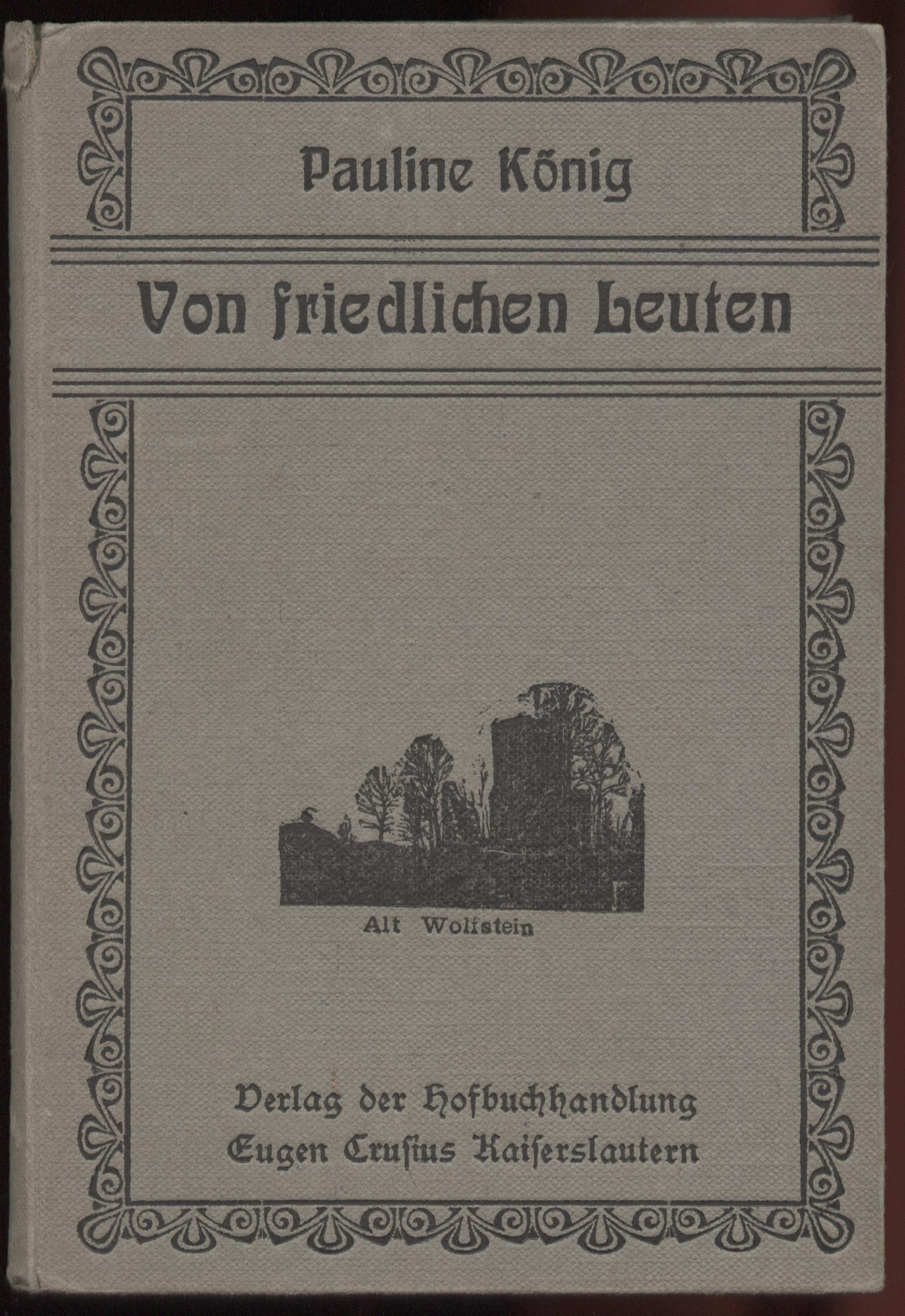
Bucheinband

- Erika Frey (ein Jungmädchenroman), 1920,
- Von friedlichen Leuten (ein Westrichroman), 1920
- Hannetraudelchen (Erzählungsband), 1921
- Die Tat (Erzählungsband), 1922
- Auf der Kinderwiese (Kindererzählungen), 1924
- Um Glück und Heimat (Novellenband), Verlag Emil Sommer, Grünstadt 1926
- Die Saufehde (Erzählungsband), 1931
- Es blühen Rosen jedem Weg (Roman), 1933